# Hino 6x6
Hino 6x6 è un autocarro medio 6x6 giapponese, a cabina aperta, 4 ton. di carico, e nondimeno ampiamente usato anche per avere piattaforme di tiro di armamenti, quali il sistema lanciarazzi binato a lunga gittata Tipo 67.